# 29 (číslo)
Dvacet devět je přirozené číslo. Následuje po číslu dvacet osm a předchází číslu třicet. Řadová číslovka je dvacátý devátý nebo devětadvacátý. Římskými číslicemi se zapisuje XXIX.

## Matematika
Dvacet devět je
- desáté prvočíslo
- spolu s číslem 31 prvočíselnou dvojicí
- šesté prvočíslo Sophie Germainové
- Tetranacciho číslo

## Chemie
- 29 je atomové číslo mědi

## Ostatní
- přibližná doba oběhu Saturnu kolem Slunce v rocích
- počet dnů v únoru při přestupném roce

## Roky
- 29
- 29 př. n. l.
- 1929
- 2029